# 救国阵线
救国阵线委员会（羅馬尼亞語：Consiliul Frontului Salvării Naţionale，缩写为CFSN），成立于1989年12月22日，在罗马尼亚剧变后曾作为罗马尼亚的临时国家最高权力机构。成员多为原罗马尼亚共产党高级干部，主要领导人有扬·伊利埃斯库、彼得·罗曼和杜米特鲁·马兹卢。成立伊始，救国阵线委员会便接管了政权，公布10条施政纲领。它在组建新的国家政权、恢复经济、改善居民供应、稳定民心和国内局势、制定对外政策、准备大选等方面做了一系列工作。1990年2月6日，改组为政党“救國陣線”（Frontului Salvării Naţionale，缩写为FSN）。1992年4月7日，包括时任总统伊利埃斯库在内的一些成员退党，另组民主救国阵线。1993年5月28日，改组为民主党。

## 國號
救國陣線槍決前領袖壽西斯古夫婦後，向二人發出死亡證。此時死亡證仍然使用齐奥塞斯库時代的用紙，頁頂將國號標示為原本的「羅馬尼亞社會主義共和國」。
由於齐奥塞斯库政府被推翻後，新國號尚未確定，救國陣線的公務員便用筆將「社會主義共和國」字样劃去，剩下「羅馬尼亞」一詞。不過用紙中央的羅馬尼亞社會主義共和國國徽浮水印並沒有被處理。